# Labastide-de-Virac
Labastide-de-Virac là một xã ở tỉnh Ardèche, vùng Rhône-Alpes ở đông nam nước Pháp.